# Fairey F.2
Fairey F.2 là một mẫu thử máy bay tiêm kích của Anh vào cuối thập niên 1910.

## Quốc gia sử dụng
Anh Quốc

## Tính năng kỹ chiến thuật
Đặc điểm tổng quát
- Kíp lái: 1
- Chiều dài: 40 ft 6 in (12.34 m)
- Sải cánh: 77 ft 0 in (23.47 m)
- Chiều cao: 13 ft 6 in (4.11 m)
- Diện tích cánh: 814.00 ft2 (75.36 m2)
- Trọng lượng có tải: 4.880 lb (2.213 kg)
- Động cơ: 2 × Rolls-Royce Falcon, 190 hp (142 kW) mỗi chiếc

Hiệu suất bay
- Vận tốc cực đại: 93 mph (150 km/h)
- Thời gian bay: 3 giờ  30 phút

Vũ khí trang bị
- 2 × Súng máy Lewis.303 in (7,7 mm)